# 仮面ライダー 8人ライダーVS銀河王
- 仮面ライダーシリーズ > 仮面ライダー (スカイライダー) > 仮面ライダー 8人ライダーVS銀河王
- 東映まんがまつり > 仮面ライダー 8人ライダーVS銀河王

『仮面ライダー 8人ライダーVS銀河王』（かめんライダー はちにんライダーたいぎんがおう）は、1980年（昭和55年）3月15日に、「東映まんがまつり」の一編として公開された中編映画。

## 概要
『仮面ライダーX』の劇場用新作『五人ライダー対キングダーク』以来、約6年ぶりの仮面ライダーシリーズ劇場版新作。シリーズで初めて40分台で制作され、A級制作費作品となった。
東映まんがまつり枠で特撮ヒーロー作品が上映されるのも、1978年夏興行の『スパイダーマン』『宇宙からのメッセージ・銀河大戦』以来であり、本作品以降、再び新作特撮映画が組み込まれるようになった。
主役のスカイライダーは、テレビシリーズに先駆けて第28話以降のパワーアップした姿で登場している。原作者の石森章太郎が総監督をつとめ、アクションシーンや特撮シーンは規模の大きいものになっているが、ドラマ部分の少ないアクション中心の作品である。
同時上映は、「世界名作童話 森は生きている」、「花の子ルンルン こんにちわ桜の国」、「銀河鉄道999 ガラスのクレア」、「ゼンダマン ピラミッドの謎の箱だよ!ゼンダマン」。

## あらすじ
宇宙から襲来した機械生命体・銀河王は、水素を応用した新エネルギー・シグマを研究中だった宇宙ステーション・実験衛星「天界」を襲撃した。研究の中心人物・羅門博士は、死の間際に愛犬エレンにシグマエネルギーの方程式を記憶させ、地球へ脱出させる。エレンを追う銀河王は、同じくシグマエネルギーを狙っていたネオショッカーと手を組み、地球での行動を開始した。スカイライダーは仮面ライダー1号から仮面ライダーストロンガーまでの仮面ライダー7人とともに、富士山麓のネオショッカー大要塞で銀河王・ネオショッカー連合軍と対決する。

## 登場人物
本作品では洋と魔神提督以外、テレビシリーズのレギュラー陣は一切登場していない。

### 主要人物
羅門博士
羅門研究所所長。石油に代わると期待される新エネルギー・シグマの開発者。宇宙ステーション「天界」でその実験に成功するが、直後に銀河王に襲撃されたことから、愛犬エレンの頭脳にシグマエネルギーの製造方程式をインプットして地球へ脱出させた。一方、自身はサドンダスに襲われ命を落としてしまう。
羅門レミ
羅門博士の娘にして羅門ブンの妹。真樹泉を姉のように慕う。愛犬エレンとともにサドンダスによって拉致され、ネオショッカー大要塞に監禁される。
真樹泉
羅門博士の助手。母親の居ないレミの親代わりとなって面倒を見ていた芯の強い女性。サドンダスにさらわれたレミを救出するため、ブンと共に洋の後を追う。しかし、途中でそろってネオショッカーに拉致されてしまい、大要塞で銀河王から拷問に等しい人体実験を受ける。
羅門ブン
羅門博士の息子。泉に気があるお調子者の青年。洋とは親友の仲である。さらわれた妹・レミの行方を捜して、泉とともに洋の後を追う。しかし、その途中で怪人アルマジーグに襲われ、ネオショッカー大要塞に連れ去られた挙句、そろって電流を身体に流されるという人体実験を銀河王から受ける。
- 準備稿『9人ライダー対銀河大要塞』では少年という設定であった。

### 歴代の仮面ライダー
中盤で改造人間二世部隊に立ち向かうために登場。全員とも素顔の出演はなく、変身後の姿のみ登場。詳細はリンク先を参照。
- 仮面ライダー1号
- 仮面ライダー2号
- 仮面ライダーV3
- ライダーマン
- 仮面ライダーX
- 仮面ライダーアマゾン
- 仮面ライダーストロンガー

### ネオショッカー
テレビ本編の敵対組織。
ジャガーバン
劇場版のオリジナル怪人。モチーフはジャガー。足の速さはネオショッカー随一を誇り、超金属製のジャガー剣と、同じく超金属製の盾を武器とする。
改造人間二世部隊のリーダー格。同僚のアルマジーグとはやや凸凹コンビじみた様子を見せ、ユーモラスな会話も交わしていた。8人ライダーとの戦いの末、1号のライダーキックをくらって、「天は我を見放した」と叫んで爆死した。
テレビシリーズ第27話では再生怪人となって、グランバザーミー率いる怪人二世部隊の一員として登場する。
- 絵コンテ段階での名称はジャガージンであった。

アルマジーグ
劇場版のオリジナル怪人。モチーフはアルマジロ。
怪力自慢で、両手の大きな爪が最大の武器。鉄のように硬い体を丸めて巨大な球体（鋼鉄球）となって体当たりをする。その威力は一撃で車を叩き潰すほどなお、劇中では披露されなかったが、球体になっても両手を外に伸ばすことで敵を爪で攻撃できる（スチール写真の掲載あり）。8人ライダーとの戦いで球体となった際には、ジャガーバンを上に乗せて曲芸の玉乗りのような攻撃を披露して、凸凹コンビぶりを垣間見せた。
ネオショッカー大要塞に近づく筑波洋を阻むためネオショッカー戦車を指揮して襲撃するが、アマゾン・ストロンガーの援護を受けたスカイライダーのスカイキックを受け戦車は大破。どうにか生き延びた後、ブンと泉を拉致して大要塞に連れ去る。その後、改造人間二世部隊とともに8人ライダーと交戦するも、ジャガーバンと同じく1号のライダーキックで倒された。
- 絵コンテ段階での名称はアルマロジンであった。

改造人間二世部隊（怪人二世部隊）
ジャガーバンに召集された、過去のネオショッカー怪人で構成された怪人軍団。二世と謳ってはいるが再生怪人であるらしい。歴代ライダーとの戦闘で全滅した。
映画劇中では「改造人間二世部隊」と呼ばれているが、テレビシリーズ第27話の部隊とともに、ほとんどの書籍で「怪人二世部隊」として解説されている。
構成メンバーはクモンジン、サソランジン、ゴキブリジン、ヤモリジン、シビレイジン、オオカミジン、サイダンプ、コゴエンスキー、ムササベーダー兄弟、マダラカジンの11体。

### 銀王軍
銀河王の率いる組織。銀王軍という名称は本編中には登場せず、パンフレットでの紹介のみであった。
銀河王
機械で造られた星（機械星・機械化星）からやって来た、50年ごとに他の惑星を滅ぼしていくとされている機械生命体。暗黒宇宙を漂流し、めぼしい星を思うがままにしてきた独裁者であり、コンピューター怪人（全身が機械化されてはいるが、元は生物だったらしい）。鋭い爪や瞬間移動・念動力を武器とし、目からは破壊光線のほかに催眠光線を放つとされる。念動力を発する3本指の掌は映像では右手しか確認できず、そもそも左腕がどうなっているかはマントに隠れていて不明。ネオショッカーと組んでシグマエネルギーの奪取を目論むが、8人ライダーの妨害によって作戦は失敗。爆発する要塞から銀河王シップで脱出を図るも、発進直後に上空で爆炎に煽られて船は炎上。そのままミサイル発射口に墜落し、「残念、無念」の台詞とともに部下もろとも爆死した。なお、脱出中には自分より先にエレベーターに乗った戦闘員たちに「私が先だ」などと命令するなど、エゴイストな面も見せていた。
- 絵コンテではギンガオーと表記されていた。準備稿『9人ライダー対銀河大要塞』では銀河大帝という名称であった。
- 映画『仮面ライダー×仮面ライダー フォーゼ&オーズ MOVIE大戦MEGA MAX』に登場する超銀河王は、本作品の銀河王をモチーフにしている。

サドンダス
銀河王の配下、4本腕の宇宙怪獣（宇宙怪人）で、銀河王の星では最も凶暴。翼による飛行能力や瞬間移動能力を持ち、ツノ・トゲ・キバ・ツメを使った格闘を得意とする。スカイライダーとの対決において、パイルドロップで致命傷を負わされる（このとき爆発したために死んだものと思われていた）。その後、スカイライダーが基地を脱出しようとする寸前に再び姿を現したものの、そこで力尽きて爆死する。
- 石森による原案に登場したテラノドジンが原型とされる。高久による初期台本でも、ジャガー怪人とアルマジロ怪人に並んでプテラノドン怪人がネオショッカーの怪人として登場する予定であった。
- 映画『仮面ライダー×仮面ライダー フォーゼ&オーズ MOVIE大戦MEGA MAX』に登場するミュータミットのサドンダスは、本作品のサドンダスが基になっている。

スペースクルー/ロボットクルー
銀河王配下の戦闘員で、銀色の宇宙服を着たような外見したロボット。瞬間移動などの特殊能力を持つものの大した戦闘能力は無く、大要塞に突入してきたスカイライダーを迎え撃って次々と倒された。

## 登場メカ
銀河王シップ
銀河王の移動母艦である宇宙船。全長150メートル、重量6,000トン、スピードはマッハ10から光速まで。船首にある2門の発射口から怪光線（レーザー砲）を放ち、実験衛星「天界」を破壊した。
その後、ネオショッカーとの共同作戦が失敗に終わった銀河王が、爆発するネオショッカー大要塞から脱出を図って発進させたものの、大要塞の上空まで噴き上がった爆発の火柱に包まれ炎上・墜落し、銀河王や銀王軍もろとも大爆発する。
実験衛星 天界
地球から2万キロ離れた位置にある静止衛星。新エネルギー・シグマの研究・開発が行われていた宇宙ステーションであったが、銀河王シップに襲撃され爆発・喪失する。
ネオショッカー戦車
ネオショッカーが造り出した兵器。テレビシリーズ第26話ラストならびに第27話に登場したものと同一タイプであるが、本作では砲台（ネオショッカー砲）を後部に牽引しており、これを分離させて固定砲台とすることができる。その威力は10階建てのビルを粉々にしてしまうほど。
アルマジーグの指揮のもと、ネオショッカー大要塞に接近する筑波洋のバイクの前に立ち塞がり襲いかかる。そこへ駆けつけたアマゾンのジャングラーと、ストロンガーのカブトローを、スカイライダーのスカイターボともども砲台を分離して迎え撃つが、スカイキックを車体に受けて火を噴き、砲台と衝突して（アルマジーグは脱出したものの）大爆発・炎上して失われる。
徳間書店『テレビランド』1980年8月号ふろくでは“装甲戦車”、『テレビランド』1980年10月号ふろくでは“装甲重戦車”となっていた。後者では「銀河王が持ってきた戦車で、20cm口径の大砲2門を備え、バリチューム弾（原文ママ）を撃つ」と記載されているが、テレビシリーズ第27話のネオショッカー戦車と同タイプであるにもかかわらず、銀河王のもたらした戦力という説明は不自然であり、映画の劇中でもそのような説明や描写は無い。また、2つの砲門の口径はとても同じように見えないうえに、「バリチューム弾（原文ママ）」というテレビシリーズでの設定を混同している節があるなど、参考とするには難点が多い。
シグマミサイル/シグマ爆弾ミサイル
シグマエネルギーを利用したシグマ爆弾を搭載した最終兵器。富士山麓のネオショッカー大要塞でテスト用に1基製造され、東京に向けて打ち上げられた。しかし発射直後にスカイライダーに大要塞内のコントロール装置を破壊されたために発射施設内で墜落、大要塞を巻き込んで大爆発する。

## キャスト
- 筑波洋 / スカイライダー - 村上弘明
- 羅門博士 - 二瓶秀雄
- 真樹泉 - 舟倉たまき
- 羅門ブン - 中村ブン
- 羅門レミ - 塚原美樹
- 魔神提督 - 中庸助
- 天界乗組員
  - 石森章太郎（特別出演）
  - 福岡康祐
  - 生江和夫
  - 吉沢勝
  - 山形政彦
  - 内田修司

### 声の出演
- 楠田竜平
- 島田敏
- 倉口佳三
- 永江智明
- 河原崎洋夫
- 林一夫
- 梶哲也
- 沢りつお
- ジャガーバン - 八代駿
- アルマジーグ - 峰恵研

### スーツアクター
いずれも大野剣友会。
- スカイライダー[67] - 中屋敷鉄也
- 仮面ライダーV3[67]、ジャガーバン[68] - 河原崎洋夫
- 仮面ライダーV3[67] - 橋本春彦
- 仮面ライダーストロンガー[67] - 赤坂順一
- 銀河王[68] - 宮本竹蔵
- サドンダス[68] - 上田弘司
- アルマジーグ[68] - 石塚信之
- 天野正登
- 赤坂順一
- 今村均
- 山崎清
- 岩井潤一
- 山田茂

## スタッフ
- 製作 - 渡邊亮徳
- プロデューサー - 平山亨、阿部征司
- 連載 - テレビマガジン、たのしい幼稚園、おともだち、テレビランド、冒険王
- 脚本 - 高久進
- 音楽 - 菊池俊輔
  - 編曲 - 武市昌久
- 撮影 - 瀬尾脩、小林武治
- 照明 - 戸塚和夫
- 美術 - 丸山裕司
- 助監督 - 草間宏之
- 仕上製作 - 映広音響
- 録音 - 太田克己
- 編集 - 祖田冨美夫
- 効果 - スワラプロ
- 選曲 - 茶畑三男
- 記録 - 安部伸子
- 撮影助手 - 松村文雄
- 照明助手 - 本田純一
- 装置 - 鈴木栄五郎
- 技斗 - 岡田勝
- 装飾 - 大晃商会
- 衣裳 - 東京衣裳
- 美粧 - 入江美粧
- 操車 - スリーチェイス
- 怪人設定 - 榊精一郎
- キャラクター制作 - コスモプロ
- 進行主任 - 川上正行
- 合成 - デン・フィルム・エフェクト
- 現像 - 東映化学
- 協力 - スズキ自動車
- ECG - 東通ECGシステム
- 特撮 - （株）特撮研究所
  - 操演 - 鈴木昶 美術 - 大沢哲三 撮影 - 高橋政千 照明 - 日出明義 制作 - 中村英暉
- 特撮監督 - 矢島信男、佐川和夫
- 監督 - 平山公夫
- 原作・総監督 - 石森章太郎

## 主題歌
オープニングテーマ「輝け! 8人ライダー」
作詞 - 八手三郎 / 作曲 - 菊池俊輔 / 編曲 - 武市昌久 / 歌 - ささきいさお、ザ・チャープス
エンディングテーマ「燃えろ! 仮面ライダー」
作詞 - 石森章太郎 / 作曲・編曲 - 菊池俊輔 / 歌 - 水木一郎、こおろぎ'73
挿入歌「渋谷でのんだくれてる」
作詞・作曲・歌 - 中村ブン

## 制作

### 企画の変遷
石森章太郎による原案では、仮面ライダーが羅門博士の開発した重力制御砲を利用しようと目論むネオショッカーの吸血鬼軍団と対決するという物語で、スカイライダーの飛行能力を活かした空中戦を見せ場としていた。完成作品にも登場する羅門博士やネオショッカーの富士山麓基地はこの段階で創作されていたが、羅門博士は仮面ライダーとネオショッカーの双方を利用していた黒幕という扱いであった。敵キャラクターにはネオショッカー幹部のドラキュラ伯爵とその配下であるプテラノドンをモチーフとしたテラノドジンが設定され、石森によるラフデザインも描かれていた。
しかし、テレビシリーズの視聴率が振るわないことへの強化策として9番目の仮面ライダーとなる仮面ライダーV9の導入が検討され、本作品はその登場編として改訂された。V9はアメリカ航空宇宙局の宇宙飛行士・沖正人が変身するという設定で、空を象徴するスカイライダーよりもスケールの大きな宇宙で活躍するキャラクターと位置づけられていた。高久進により執筆された準備稿『9人ライダー対銀河大要塞』は石森の原案を基にしながらV9の設定を活かすため、宇宙からの侵略者である銀河大帝とネオショッカーが手を組むという展開に改められた。東映プロデューサーの平山亨による案では、後に宇宙怪獣であることが明かされるネオショッカー大首領の正体についても触れることが検討されていた。
その後、テレビシリーズが歴代ライダーの客演によって視聴率が持ち直してV9の登場が見送られたため、本作品もそれに合わせる形に再度改められた。内容はほとんど改訂されず、V9の登場シーンが他の仮面ライダーに変更される程度にとどまった。
筆が進むにつれて文字が難読になっていったため、途中から石森プロのスタッフによって文字書きが行われたが、絵コンテは石森によって全編が執筆された。絵コンテでのタイトルは『8人ライダーVSギンガオー』であり、予告編でもこの表記となっている。
当初は単独での公開を想定していたが、興行館の都合などによって東映まんがまつりの一編として公開されることとなり、上映時間が短縮された。

## 他媒体展開

### 映像ソフト化
いずれも東映ビデオより発売。
- VHS（セル、レンタル）共通。2000年8月4日にVHSが発売された[77]。
- LD（セルのみ）
- DVD：「仮面ライダー THE MOVIE BOX 1972-1988」（2003年12月5日発売）、単巻.VOL.3（2006年3月21日発売）
- BD：「仮面ライダー THE MOVIE Blu-ray BOX 1972-1988」（2011年5月21日発売）に収録。
- UHD：「仮面ライダー THE MOVIE 1972‐1988 4KリマスターBOX」（2021年11月10日発売）に収録。

### 漫画
- 別冊冒険王仮面ライダーまんが特集号第2弾（1980年4月20日発行）掲載 作画：石川森彦

### テレビシリーズ
『仮面ライダー (スカイライダー)』
本作品のテレビ本編。ネオショッカー戦車が第26話ラストシーンと27話に、怪人二世部隊が第27、28話に登場。
第52話では、ドクターXの診察室に銀河王の手が吊されているほか、棚に銀河王の部下数体の頭が並べられている。

### 他映画作品
『仮面ライダー×仮面ライダー フォーゼ&オーズ MOVIE大戦MEGA MAX』（2011年12月10日公開）
『仮面ライダーフォーゼ』と『仮面ライダーオーズ/OOO』をメインとしたクロスオーバー作品。本作品に登場したサドンダスと銀河王がリメイクされて登場する。
リメイクされたサドンダスと銀河王の登場作品については、仮面ライダー×仮面ライダー フォーゼ&オーズ MOVIE大戦MEGA MAX#ミュータミットを参照。

### 他漫画作品
『新 仮面ライダーSPIRITS』
新解釈を交えて仮面ライダー1号から仮面ライダーZXまでを取り上げた、村枝賢一による漫画作品。銀河王やサドンダスが登場する。